# Anthracites bloyeti
Anthracites bloyeti är en insektsart som beskrevs av Brongniart 1897. Anthracites bloyeti ingår i släktet Anthracites och familjen vårtbitare. Inga underarter finns listade i Catalogue of Life.